# Abraxas radiata
Abraxas radiata là một loài bướm đêm trong họ Geometridae.